# Hans Sjögren (idrottare)
Hans Sjögren, född den 9 augusti 1961 i Timrå, är en svensk handikappidrottare.
Sjögren började som 12-åring simma i Timrå AIF, men slutade vid 17 års ålder. Efter en trafikolycka 1981, där han skadade ögonen så svårt att han förlorade synen, började han simma igen. Hans hemmaklubb är HIF Kämparna i Sundsvall. Träningen gjordes dock i Halmstads Sk Laxen och Timrå.

## Meriter
- 7 OS-medaljer vid handikapp-OS 1984. (4 guld, 1 silver och 2 brons).
- Ett antal VM, EM, NM och Svenska mästerskap.